# Territorial Authority
Eine Territorial Authority (TA) stellt im englischsprachigen Raum eine Gebietskörperschaft dar.

## Neuseeland
Zu den Territorial Authorities in Neuseeland zählen der Auckland Council, die 12 verwaltungstechnisch eigenständigen Städte des Landes, die 53 Distrikte und der Chatham Islands Council.